# Liste des prénoms bangalas
- Haut – A
- B
- C
- D
- E
- F
- G
- H
- I
- J
- K
- L
- M
- N
- O
- P
- Q
- R
- S
- T
- U
- V
- W
- X
- Y
- Z

La liste des prénoms ou postnoms d'origine balanga regroupera tous les prénoms de cette origine.

## B
- Bafodé
- Bangana
- Bisengo
- Boboto
- Bola
- Bolingo

## Ekakanga
- Elombe
- Eyenga
- Ezoke

## K
- Koko

## L
- Likoki

## M
- Mbomela
- Mobuka-Mpanze
- Mokonzo
- Molingo
- Moseka
- Mpeya
- Mumboko

## N
- Nkumu

## P
- Poso